# Chaudefontaine (Doubs)
Chaudefontaine korábbi község (település) Franciaországban, Doubs megyében. 2018. január 1-jén Marchaux községgel egyesült és Marchaux-Chaudefontaine új község része lett.
Lakosainak száma 212 fő (2015). Chaudefontaine Rigney, Moncey, Pouligney-Lusans, Venise és Châtillon-Guyotte községekkel határos.

## Népesség
A település népességének változása:
| Lakosok száma | 141  | 206  | 245  | 215  | 208  | 220  | 216  | 210  | 212  |
|               | 1968 | 1975 | 1982 | 1990 | 1999 | 2006 | 2011 | 2013 | 2015 |